# Rosemary (Alberta)
Rosemary è un villaggio del Canada, situato nella provincia dell'Alberta, nella divisione No. 2.